# Pyke (rivière)
Pour les articles homonymes, voir Pyke.
La  rivière Pyke (en anglais : Pyke River) est un cours d’eau du sud-ouest de l’île du Sud de la Nouvelle-Zélande.

## Géographie
Elle coule vers le sud et se jette dans le Lac Wilmot, d'où elle ressort pour se jeter dans le lac Alabaster (en), avant de devenir un affluent du fleuve Hollyford.